# Rio Momuna
O rio Momuna é um rio brasileiro do estado de São Paulo.

## Nascente
Nasce no município de Iguape no litoral sul do estado, na localização geográfica, latitude 24º46'09,8" sul e longitude 47º46'44" oeste, bem próximo da rodovia SP-222, como ribeirão Momuna.

## Percurso
Da nascente segue em direção nordeste do estado de São Paulo, acompanhando o litoral do Oceano Atlântico.

## Banha o município
Banha somente o município de Iguape, ou seja sua nascente e foz estão dentro do município.

## Afluentes
Ordem da nascente

### Margem esquerda
- Córrego Barro Branco
- Ribeirão Inumuna
- Córrego Caracol
- Rio Braço do Momuna
- Córrego da Bateçaria
- Rio Nhanguara

### Margem direita
- Córrego Covuçu
- Córrego Morretes

## Final
Em Iguape se torna afluente do rio Ribeira de Iguape na localização geográfica, latitude 24º41'21" Sul e longitude 47º38'54" Oeste (no local chamado Barra do Momuna). Após se juntar com o rio Ribeira de Iguape, este atravessa a cidade de Iguape e logo a seguir deságua no canal do Oceano Atlântico da Ilha Comprida.

## Extensão
Percorre neste trajeto uma distância de mais ou menos 27,5 quilômetros.

## Bibliográficas
- Pio Corrêa, M. Município de Iguape – estudo científico, Revista do IHGSP, vol. XI, pp. 117–154, 1906.